# Kleopatra (metulj)
Kleopatra (znanstveno ime Gonepteryx cleopatra) je vrsta metulja iz družine belinov, ki se pojavlja tudi v Sloveniji.

## Opis
Gre za srednje veliko vrsto metuljev, ki preko kril meri med 50 in 70 mm. Za vrsto je značilen spolni dimorfizem, saj ima samica bledo rumena ali zelenkasta krila, medtem ko je samec temnejših odtenkov rumene, na prednjih krilih pa ima oranžno liso. Tako samci kot samice imajo po krilih posejane rjave pike, spodnja stran kril pa je pri obeh spolih obarvana svetlo zeleno. Zelenkasta barva in izrazite izstopajoče žile na krilih zagotavljajo temu metulju dobro kamuflažo, saj so z zaprtimi krili podobni listom.

## Ekologija
Kleopatra poseljuje odprte gozdove in zaraščene planjave, po večini Evrope pa leta od maja do avgusta. Le v Španiji se kleopatra pojavlja skozi vse leto. Prezimijo odrasli osebki, ki hibernirajo na zimzelenih drevesih in grmovju. Gosenice so zelene barve in se hranijo z listi vednozelene kozje češnje (Rhamnus alaternus). Preden se zabubijo, se gosenice s svileno nitjo privežejo na spodnjo stran listov gostiteljske rastline. 
Sprva zelene bube postanejo sčasoma rumene, nazadnje pa rdeče.

## Podvrste
Obstaja deset priznanih podvrst kleopatre:
- G. c. cleopatra (Linnaeus, 1767) – Severna Afrika, Portugalska, Španija, Sicilija
- G. c. balearica Bubacek, 1920 – Baleari
- G. c. petronella De Freina, 1977 – Ibiza
- G. c. italica (Gerhardt, 1882) – Italija, Francija, Korzika, Sardinija
- G. c. dalmatica Verity, 1908 – Dalmacija, zahodni Balkan
- G. c. citrina Sheljuzhko, 1925 – južna Grčija
- G. c. insularis Verity, 1909 – Kreta
- G. c. fiorii Turati & Fiori, 1930 – Rodos
- G. c. taurica (Staudinger, 1881) – Anatolija, Sirija, Jordanija, Izrael, Ciper
- G. c. palmata Turati, 1921 – Cirenajka, Libija